# Östiranska språk
De östiranska språken är en undergrupp av de iranska språk och uppkom under medeliransk tid (från 300-talet f.Kr. till 900-talet e.Kr.). Språket avestiska klassificeras ofta som ett tidigt östiranskt språk. Till skillnad från de medeliranska västiranska språken, bevarar de medeliranska östiranska dialekterna ofta ordslutande stavelser.
Det största nu levande östiranska språket är pashto, som talas av minst 55 miljoner människor i området mellan Oxusfloden i Afghanistan och Indusfloden i Pakistan. Det näst största östiranska språket är ossetiska, som har ungefär 600 000 talare i Ossetien (fördelat mellan Georgien och Ryssland). Alla andra språk i den östiranska undergruppen har tillsammans färre än 200 000 talare.
De flesta nu levande östiranska språken talas i ett sammanhängande geografiskt område: södra och östra Afghanistan samt angränsande delar av västra Pakistan, den bergiga autonoma regionen Gorno-Badachsjan i östra Tadzjikistan och de västligaste delarna av den ujguriska autonoma regionen Xinjiang i västra Kina. Det finns också två östiranska språk som talas i geografiskt avskilda områden: yaghnobiska i nordvästra Tadzjikistan (en direkt efterföljare till sogdiska) samt ossetiska i Kaukasus (som härstammar från de skytiska språken och därför klassificeras som östiranskt trots sin nuvarande geografiska placering).
Dessa språk är rester av ett forntida etno-lingvistiskt kontinuum som under det första årtusendet f.Kr. sträckte sig över större delen av Centralasien, delar av Kaukasus, Östeuropa och Västasien, ett område som annars är känt som Skytien. Det stora östiranska språkområdet i Östeuropa fortsatte att existera fram till 400-talet e.Kr. genom skyternas efterföljare, sarmaterna.

## Historia
De västiranska språken tros ha skilts från proto-iranska under den senare delen av det andra årtusendet f.Kr., inte långt efter att avestiska utvecklades, möjligen i samband med Jazkulturen. De östiranska språken utvecklades därefter, och ersatte proto-iranskan som talades inom området för Andronovokulturen.
På grund av det grekiska inflytandet i Centralasien finns vissa av dessa språk dokumenterade i sitt medeliranska stadium (därav klassificeringen som ”östiranska”), medan det nästan inte finns några bevarade källor från det skytisk-sarmatiska kontinuumet, som sträckte sig från Kazakstan västerut över Pontiska stäppen till Ukraina. Vissa forskare menar att de östiranska folken haft inflytande på rysk folkkultur.

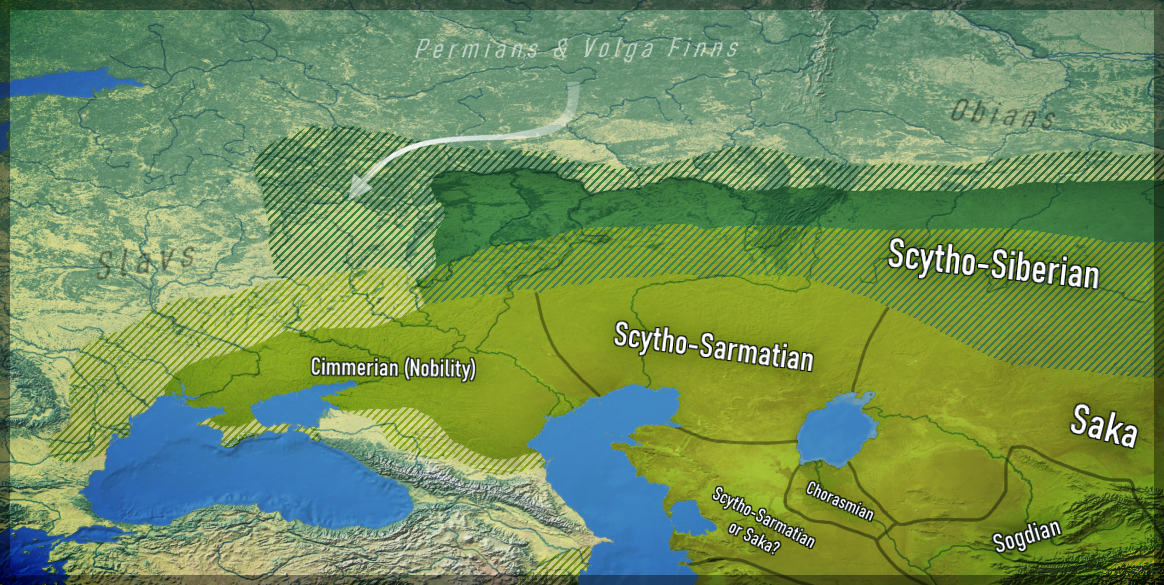
Karta över nordöstiranska befolkningar i Centralasien under järnåldern. Markerade i grönt.

Efter de arabiska erövringarna och under det islamisk-arabiska styret spreds medelpersiska/dari i området kring Oxusfloden, Afghanistan och Khorasan. Under 800-talet i Khorasan bytte Tahiriderna ut den pahlaviska skriften mot det arabiska alfabetet för att skriva det persiska språket.
Dari-persiskans spridning ledde till att flera östiranska språk försvann, däribland baktriska och chorezmiska. Endast några få talare av yaghnobiska – som härstammar från sogdiska – finns kvar bland den till största delen persisktalande tadzjikiska befolkningen i Centralasien. Detta verkar bero på det stora antalet persisktalande soldater i de arabisk-islamiska arméer som invaderade Centralasien samt i de muslimska statsbildningar som följde, såsom Samaniderna. Under samaniderna fick det persiska språket starkt fotfäste i Centralasien.

## Språkträd
Försök har gjorts att dela in de iranska språken i ett språkträd. Lingvister är dock inte genomgående överens om hur språken ska delas in. Vidare råder delade meningar om vissa språk är ett eget språk eller en dialekt av ett annat språk. Ett exempel för ett föreslaget språkträd för östiranska språk är det som presenteras av Ethnologue och som presenteras nedan: 
- Indoeuropeiska språk[8]
  - Indoiranska språk[8]
    - Iranska språk[8]
      - Östiranska språk[8]
        - Nordöstiranska språk[8]
          - Ossetiska[8]
          - Yagnobi[8]
          - Yassic[8]

        - Sydöstiranska språk[9]
          - Pamirspråk[9]
            - Ishkashimi[9]
            - Munji[9]
            - Sanglechi[9]
            - Wakhi[9]
            - Yadgha[9]
            - Shugni-Yazgulami[9]
              - Sarikoli[10]
              - Shughni[10]
              - Yazghulami[10]

          - Pashto[11]
            - Pashto, Central[11]
            - Pashto, Norra[11]
            - Pashto, Södra[11]
            - Waneci[11]